# 2-й Донецкий округ
2-й Донецкий округ — административная единица Всевеликого войска Донского.

## История
На заседании Войскового правительства 18 ноября по другим сведениям 17 ноября 1917 года обсуждался вопрос введения земских учреждениях Таганрогском Ростовском и части Донецкого округа. На заседании присутствовали представители от крестьян трех округов Мазуренко, Кононенко, Шошников.
После обсуждения данного вопроса Войсковое правительство постановило что из 39 волостей Донецкого округа и входящих в них частновладельческих  и запасных войсковых земель с поселениями на них образует 2-й Донецкий округ с временным местопребыванием земских органов в станице Каменской.
В этом же постановлении говорилось о вводе окружных и волостных земских учреждений в 2-м Донецком округе и всех выше перечисленных, за исключением станиц и казачьих хуторов входящих в данный округ. Число окружных гласных в 2-м Донецком округе должно было составить 62 человека.
В состав Временного земского областного комитета вошли один представитель от округа и один представитель от Александро-Грушевской городской думы.
23 ноября в станице Каменской состоялось совещание для рассмотрения выработанного войсковым правительством проекта о вводе земств в неказачей части Донецкого округа. Проект был принят совещанием и через окружного атамана совещание просит немедленного распоряжения об открытии комиссии по заседанию земства.
Для введения земства в округе была создана комиссия в которую входили С. П. Мазуренко, Кононенко.

## Военные части
- 44-й Донской казачий полк